# Associação Desportiva Cabofriense
Maillots
L'Associação Desportiva Cabofriense est un club brésilien de football basé à Cabo Frio dans l'État de Rio de Janeiro.

## Palmarès
- Championnat de Rio de deuxième division :
  - Champion : 1986, 1988, 2002, 2010

## Note et référence
1. ↑  https://www.gazetaesportiva.com/campeonatos/carioca/idolo-do-vasco-valdir-bigode-e-anunciado-como-treinador-da-cabofriense/